# Luíz Carlos Eccel
Luíz Carlos Eccel (ur. 18 listopada 1952 w Brusque) – brazylijski duchowny rzymskokatolicki, w latach 1999-2010 biskup Caçador.

## Życiorys
Święcenia kapłańskie przyjął 30 czerwca 1979. 18 listopada 1998 został prekonizowany biskupem Caçador. Sakrę biskupią otrzymał 7 lutego 1999. 24 listopada 2010 zrezygnował z urzędu.